# Degithina davidi
Degithina davidi är en stekelart som beskrevs av Cameron 1901. Degithina davidi ingår i släktet Degithina och familjen brokparasitsteklar. Inga underarter finns listade i Catalogue of Life.